# César Carranza Saravia
César Carranza Saravia (Huaraz, 18 de septiembre de 1932) es un matemático y maestro peruano. Ha escrito varios libros de matemática universitaria. También es uno de los fundadores de la Universidad Nacional Santiago Antúnez de Mayolo con sede en Huaraz.

## Biografía
Nació en la ciudad ancashina de Huaraz. Sus estudios básicos los realizó en el colegio La Libertad. Estudió matemática en la Facultad de Ciencias de la Universidad Nacional Mayor de San Marcos; de donde fue becado a la Argentina. Retornando se gradúa de doctor en matemática, con una tesis sobre un tema de variable compleja, en 1967. Funda, conjuntamente con José Tola Pasquel, el IMUNI, antecesor de la Facultad de Ciencias de la Universidad Nacional de Ingeniería. En esta etapa organizan los cursos de verano para la capacitación de profesores de matemática, a través del IPEM, para nivel secundario y para los contratados de universidades, con la participación de docentes extranjeros remunerados por la OEA.
Ha sido presidente de la Comisión Organizadora de la Universidad Nacional Santiago Antúnez de Mayolo.  Además presidió la primera Comisión de Gobierno de la citada universidad. Ha ejercido la docencia en San Marcos, UNI, Cantuta y la Católica. Dos de sus maestros fueron Godofredo García y Alfred Rosenblat en la Universidad de San Marcos, y en Argentina: Manuel Sadosky, Luis Santaló y Enzo Gentile.

## Reconocimientos
Ha sido profesor emérito de la Universidad Nacional Mayor de San Marcos, y profesor honorario de las universidades nacionales de Cusco, Ica y la privada Los Andes (en Huancayo).

## Membresía
Presidente de la Sociedad Matemática Peruana. Vicepresidente de la Federación Latinoamericana de Matemáticas. Decano del Colegio de Matemáticos del Perú.

## Publicaciones
- Álgebra que contiene los sistemas numéricos , empezando con los enteros y remata con los reales por el método de sucesiones de Cauchy. Análisis real, curso de postgrado sobre los espacios de Banach, integración. Teoría de la medida, sobre la base de un curso que desarrolló en Ecuador, involucra  integral de Lebesgue en la recta.